# Izvorna skupina Odjek Lipnice
Odjek Lipnice je izvorna glazbena skupina iz Lipnice. Izvodi tradicionalnu narodnu glazbu, izvornu glazbu. Sviraju violinama i šargijama. 
2013. godine nastupili su  (Mićo i Danijela) na 9. Festivalu izvorne glazbe u Kalesiji. Nastupaju i na karnevalima, humanitarnim koncertima i dr.
U Odjeku Lipnice svirali su Anto Mićo Poštar, Anto Jurić i dr.

## Diskografija
- Pašan Plavšić i izvorna grupa Odjek Lipnice, Jugodisk, 1988.

## Vanjske poveznice
- Istraživanje izvorne muzike sjeveroistočne Bosne tokom ... - CEEOL
- YouTube - Mićo Poštar Mićo Poštar, Boban i Anto Đuro - Hajka Djevojka